# Krezol
Krezol, CH
3C
6H
4OH – organiczny związek chemiczny z grupy fenoli, hydroksylowa pochodna toluenu lub metylowa pochodna fenolu. Występuje w postaci 3 izomerów strukturalnych: 2-metylofenol (o-krezol), 3-metylofenol (m-krezol) i 4-metylofenol (p-krezol). Mają one podobne własności chemiczne, ale różnią się nieco temperaturą topnienia i wrzenia. Mieszanina izomerów określana jest jako krezol surowy bądź trikrezol. Otrzymywany jest przez destylację smoły pogazowej lub ropy naftowej.
Jest obecny w dymie tytoniowym.
Ma działanie bakterio- i grzybobójcze, a także, podobnie jak naftalina, własności insektobójcze. Czasami stosuje się go razem z naftaliną do środków na mole, znacznie częściej jest jednak stosowany jako dodatek do płynów odkażających i środków czystości. Preparatem takim jest np. lizol (50% roztwór krezolu surowego w mydle potasowym).
Krezol handlowo jest dostępny jako trikrezol i jako czyste izomery orto, meta, para.
Nazwa krezol pochodzi od tradycyjnego jego źródła – kreozotu.
Krezole są półproduktami do syntezy tworzyw sztucznych (żywice nowolakowe, modyfikatory żywic fenolowo– formaldehydowych) i dodatków do nich, herbicydów, insektycydów, rozpuszczalników, środków dezynfekcyjnych i zapachowych, materiałów wybuchowych. Otrzymywane z nich produkty są także wykorzystywane w przemyśle lakierniczym i tekstylnym.